# OpenShot
OpenShot è un software libero di montaggio video digitale.
È disponibile sotto i termini della licenza libera GNU General Public License versione 3.

## Storia
Il progetto è nato ad agosto 2008 da Jonathan Thomas.
Nonostante ancora in fase di sviluppo, il 18 agosto 2009 furono rilasciati primi pacchetti deb per i sistemi Debian-based (come Ubuntu). All'inizio del 2010 è uscita la prima versione stabile 1.0. A partire dalla versione 2.0, uscita come versione beta all'inizio del 2016, è disponibile anche per macOS e Windows. A partire dalla versione 2.6, uscita nel 2021, è disponibile anche per ChromeOS.

## Caratteristiche
- Supporto per molti formati video e di immagini (basato su FFmpeg)
- Multi traccia
- Transizioni video con anteprime in tempo reale
- Composizione e sovrapposizione di immagini
- Creazione titoli con animazioni 3D (con l'ausilio di Blender)
- Cambiamento di velocità nei singoli spezzoni di video (slow motion ecc)
- Effetti video come regolazione della luminosità, del colore e il chroma key
- Esportazione in molti formati (se supportati da FFmpeg)
- Compatibilità con standard video ad alta definizione come HDV e AVCHD[5]

OpenShot è scritto in Python, utilizza GTK per l'interfaccia grafica e il framework MLT, lo stesso utilizzato dal programma analogo Kdenlive.
Il codice sorgente di OpenShot utilizza Git come sistema di controllo versione distribuito.